# Чендебджи-чортен

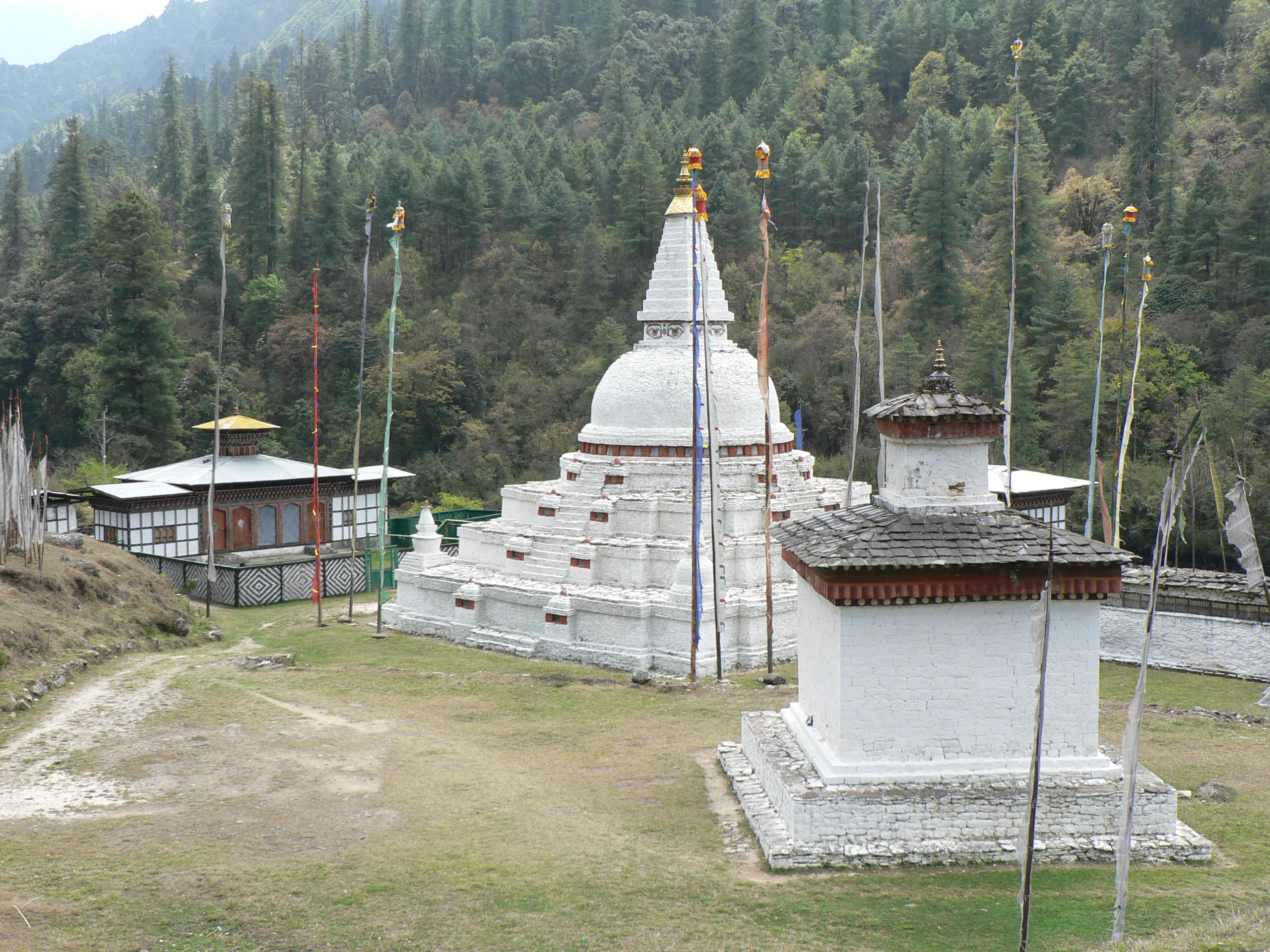
Чендебджи-чортен

Чендебджи-чортен или Чаро-Кашо — буддийская ступа недалеко от деревни Чендебджи, поставленная примерно в 20 км на спуске с перевала Пеле-ла через Чёрные Горы.
Чортен разделяет восточный Бутан от западного Бутана. Ступа выполнена в непальском стиле, подобно знаменитым ступам Сваямбунатх или Боднатх в Катманду. Рядом с основной ступой расположено несколько малых ступ.
Чортен построен в XIX веке тибетскими ламами. По легенде, ступа должна была запечатать злых демонов, которые были убиты на перевале.
Ступа находится на высоте 2430 метров на участке шоссе от Вангди-Пходранга в Тонгса.